# Células de Cartwheel
As células de Cartwheel são neurônios do núcleo coclear dorsal (NDC; em inglês: dorsal cochlear nucleus, DCN), onde superam em muito os outros interneurônios inibitórios do local. Seus somas estão no lado superficial da camada piramidal do NCD, e seus dendritos recebem entrada da camada das fibras paralelas de células granulares. Seus axônios não se estendem além do núcleo coclear dorsal, mas fazem sinapse com outras células de Cartwheel e células piramidais dentro, liberando ácido gama-aminobutírico (GABA) e glicina em seus alvos.
As células de Cartwheel têm padrões semelhantes de espigamento para as células de Purkinje, disparando rajadas de pico complexas, bem como picos simples. Eles também são vistas compartilhando outras características comuns às células cerebelares de Purkinje. Outros dados confirmam a similaridade estrutural e funcional encontrada entre tais células com os neurônios de Purkinje. As células de Cartwheel são mostradas para ter uma densidade alta de espinhas em seus dendritos, seus axônios são mielinizada, com a forma de pilha esférica e de tamanho médio.Os principais alvos dessas células são os grandes neurônios piramidais eferentes do NCD, encontrados na camada de número dois. Os dados recuperados mostraram que este direcionamento das células piramidais modula sua atividade e, portanto, desempenha um papel fundamental na modelagem da produção global das camadas superficiais do núcleo coclear dorsal.